# Augustin Souchy

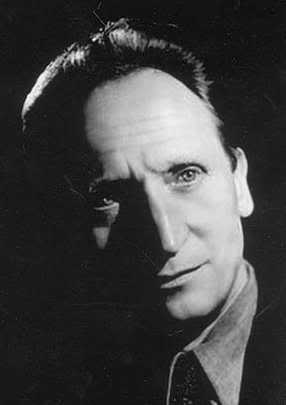
Augustin Souchy

Augustin Souchy (ur. 28 sierpnia 1892 w Raciborzu, zm. 1 stycznia 1984 w Monachium) – niemiecki anarchista, antymilitarysta i dziennikarz.

## I wojna światowa
W chwili wybuchu I wojny światowej przeniósł się do Austrii, aby uniknąć poboru do wojska. Został jednak deportowany, dodatkowo sąd nakazał mu noszenie na szyi obroży z napisem: „Uwaga: Anarchista!”, później ten napis da tytuł jego wspomnieniom. Souchy wyemigrował następnie do neutralnej Szwecji, ale i tam miał problemy z powodu swoich antymilitarystycznych przekonań i trafił do więzienia na polecenie rządu. Po ucieczce z więzienia przebywał w Danii i Norwegii. Wrócił do Niemiec dopiero w 1919 i dołączył do ruchu anarchistyczno-syndykalistycznego. Podróżował także do Rosji, gdzie rozmawiał z Leninem, a także odwiedzał Komintern. Spotykał się także z jednym z największych teoretyków anarchizmu Piotrem Kropotkinem, który zwrócił mu uwagę na rewolucjonistów, którzy robią rewolucję jedynie dla zagarnięcia władzy, jak zrobili to bolszewicy w Rosji.

## Republika weimarska
W 1921 mieszkał wraz z żoną Teresą i synem Jeanem we Francji, skąd został wydalony jako anarchista. Po powrocie do Niemiec był przez następne dziesięciolecie redaktorem pisma „Syndykalista” (Der Syndykalist). Wspólnie z Rudolfem Rockerem działał w ramach Międzynarodowego Stowarzyszenia Pracowników, mającego być alternatywą na polu międzynarodowym dla opanowanego przez bolszewików Profinternu.

## Wygnanie
W 1936 Souchy ponownie uciekł do Francji i zamieszkał w Paryżu. Po wybuchu hiszpańskiej wojny domowej próbował organizować pomoc dla anarchistyczno-syndykalistycznego związku CNT-FAI. Później kilkakrotnie podróżował do Hiszpanii, wygłaszając odczyty na wiecach, pisał także wiele na temat kolektywizacji w Katalonii. Po klęsce hiszpańskiej rewolucji próbował przedostać się do Francji, ale trafił na dwa lata do obozu pracy. W 1942 uciekł do Meksyku, gdzie mieszkał do 1948 roku, wiele pisząc o socjalizmie wolnościowym i o hiszpańskim kolektywizmie. W 1952 podróżował do Izraela, aby studiować życie w kibucach. W 1963 Międzynarodowa Organizacja Pracy zatrudniła go jako kształcącego eksperta. Aż do tej pory pracował tylko i wyłącznie na potrzeby organizacji anarchistycznych i anarcho-syndykalistycznych. Żartując, Souchy stwierdził: „Wyobraźcie sobie, że w wieku 71 lat, kiedy wszyscy już dawno są na emeryturze, ja dostałem swoją pierwszą pracę.”

## Powrót do Niemiec
W 1966 Souchy powrócił do Niemiec i osiadł w Monachium. Kilkakrotnie udzielał wywiadów w prasie i w radio. Cały czas publikuje także prace teoretyczne. W 1983 spotkał po raz pierwszy od 1937 Clarę Thalmann, powrócili razem na 6 tygodni do Hiszpanii, gdzie współpracowali z niemieckimi dokumentalistami na filmem o walce z faszyzmem. Film ten pojawił się w 1984 pod tytułem Upragniona nadzieja (Die lange Hoffnung). Souchy umarł w wieku 91 lat na zapalenie płuc 1 stycznia 1984 w szpitalu w Monachium. Zgodnie z jego wolą, nie odbyła się ani ceremonia pogrzebowa, nie ma też grobu, ciało przekazano nauce.